# Київенергопроект
Київський науково-дослідний та проектно-конструкторський інститут «Енергопроект» (КІЕП) — науково-дослідна установа, що виконує технологічні і конструкторські роботи з комплексного проектування атомних, теплових електростанцій, інших об'єктів енергетики і житлово-цивільного будівництва. Займається забезпеченням безпеки атомних електростанцій, інших об'єктів атомної енергетики. Інститут був генеральним проектувальником Хмельницької АЕС, Рівненської АЕС, об'єкта «Укриття» Чорнобильської АЕС.
Холдингова компанія — ПрАТ «Міжнародна енергетична компанія».

## Історія
Історія інституту, що розпочалася у 1933 році, тісно пов'язана з розвитком енергетики як у Союзі Радянських Соціалістичних Республік, так і в світі загалом. На початку своєї діяльності КІЕП займався проектуванням невеликих котелень та міських теплоелектроцентралей. З часом він брав участь у відновленні енергетичних об'єктів, що були зруйновані після Другої світової війни. З початку 1950-х років інститут розробляв сучасні на той час проекти теплових електростанцій (ТЕС та ТЕЦ) середньої і великої потужності як у межах України, так і в багатьох республіках колишнього Союзу, а також за його межами, зокрема на Кубі, в Іраку, Сербії, Хорватії, Македонії та інших країнах. Загальна потужність таких об'єктів, побудованих за проектами Інституту, становить майже 70 мегаватт електричної енергії.
В кінці 60-х років Інститут почав займатися атомною енергетикою і брав участь у проектуванні перших атомних електростанцій (АЕС) в Союзі Радянських Соціалістичних Республік — Білоярської і Нововоронезької АЕС. Але з 70-х років КІЕП почав самостійно розробляти проекти атомних електростанцій. Першими проектами інституту в галузі атомної енергетики стали Ігналінська АЕС з реактором РБМК-1500 (турбінний відділ) в Литві і АЕС «Пакш» (з реакторами ВВЕР-440), яка була побудована в Угорщині. Починаючи з 1980-х років, обсяг проектів в атомній енергетиці швидко зростає, і інститут одночасно розробляє кілька проектів АЕС з реакторами ВВЕР-1000: Хмельницька АЕС, Рівненська АЕС і Чигиринська АЕС в Україні, АЕС «Белене» в Болгарії, АЕС «Кудан-Кулам» в Індії, більшість з яких були побудовані та успішно експлуатуються до сьогоднішнього часу. У той же час КІЕП розробив низку проектів атомних теплоелектроцентралей (АТЕЦ), таких як Київська, Одеська, Бакінська та Мінська АТЕЦ. Будівництво деяких з них було розпочато ще за часів Радянського Союзу, але потім припинено на початку 90-х років.

## Участь в ліквідації наслідків аварії на ЧАЕС
КІЕП брав активну участь в роботі по ліквідації наслідків аварії на Чорнобильській атомній електростанції. У 1987 році інституту було передано функції генерального проектувальника Чорнобильської АЕС.
Паралельно з проектною роботою з виведення всіх енергоблоків ЧАЕС з експлуатації, з 1992 по 1998 рік інститут розробив такі проекти:
- Опалювальна котельня для потреб ЧАЕС;
- Системи, що застосовуються для тензометричних вимірювань контуру циркуляції третього енергоблока ЧАЕС;
- Система очищення низькоактивних вод від масел, що застосовується на об'єкті «Укриття»;
- Система доступу до об'єкта «Укриття», включаючи інженерно-технічні засоби фізичного захисту[1].

Також інститут розробив проект реконструкції існуючого сховища ВЯП (СВЯП-1) «мокрого» типу для збільшення його місткості і підвищення безпеки зберігання ядерного палива.
На сьогоднішній день всі енергоблоки Чорнобильської АЕС зупинені. Однак робота з остаточного виведення ЧАЕС з експлуатації в стадії реалізації. Основна увага зараз приділяється унікальній споруді — Нового безпечного конфайнменту (НБК). Це захисна конструкція арочного типу, яка вже встановлена над зруйнованим 4-м енергоблоком поверх існуючого об'єкта «Укриття».
КІЕП в якості основного українського проектувальника по проекту НБК в співпраці з консорціум НОВАРКА — Підрядником проекту НБК, в період з 2008 по 2013 роки розробив основний проект НБК і забезпечив підтримку Підряднику на етапі ліцензування проекту в Україні. З 2013 по сьогоднішній день КІЕП надає інженерну підтримку НОВАРКА на етапі завершення спорудження НБК і споруд його інфраструктури.
У 2017 році КІЕП завершив розробку проектної документації захисного контуру НБК, який забезпечує повну ізоляцію НБК від третього енергоблоку. 10 липня 2019 року НБК був введений в експлуатацію.

## Сучасна діяльність
Інститут наразі працює за кількома українськими проектами, пов'язаними зі створенням комплексів з переробки твердих радіоактивних відходів (КП РАО) на АЕС України. На Рівненській АЕС введення такого комплексу здійснено в 2018 р, а на Хмельницькій АЕС аналогічний проект знаходиться на етапі закупівлі обладнання та розробки документації для будівництва комплексу.
2001–2014
КІЕП в якості основного українського проектувальника по проекту НБК в співпраці з консорціум НОВАРКА — Підрядником проекту НБК, в період з 2008 по 2013 роки розробив основний проект НБК і забезпечив підтримку Підряднику на етапі ліцензування проекту в Україні. З 2013 по сьогоднішній день КІЕП надає інженерну підтримку НОВАРКА на етапі завершення спорудження НБК і споруд його інфраструктури.
2015–2021
У 2017 році КІЕП завершив розробку проектної документації захисного контуру НБК, який забезпечує повну ізоляцію НБК від третього енергоблоку. 10 липня 2019 року НБК був введений в експлуатацію.
2022–2023
У 2023 році Інституту виповнюється 90 років. Це значний вік для підприємства, але це не лише вік, а і багатий досвід, традиції перевірені часом, повага від партнерів і впевнений погляд у майбутнє.
За ці 90 років Інститут кілька разів змінював свою назву та структуру, проте незмінними залишалися відданість діяльності в енергетичній сфері, високий професіоналізм фахівців, якість проектів і безперервний шлях удосконалення.

## Напрями бізнесу
Атомна енергетика
- Виконання техніко-економічних обґрунтувань спорудження атомних електростанцій (АЕС)
- Всі види робіт по вибору майданчиків для будівництва АЕС
- Розробка проектів АЕС
- Розробка проектної документації для об'єктів неядерної частини АЕС
- Виконання досліджень і підготовка звітів з оцінки впливу АЕС на навколишнє середовище
- Виконання аналізів промислової і пожежної безпеки АЕС
- Підготовка проектної (робочої) документації для будівництва об'єктів атомної енергетики
- Інженерна підтримка замовника на етапі будівельно-монтажних робіт (інженерний / авторський нагляд за ходом будівництва та якістю виконання ключових робіт)
- Розробка проектів з комплексної модернізації / реконструкції діючих атомних електростанцій, спрямованих на підвищення ядерної та радіаційної безпеки
- Аналіз і розробка проектних рішень з підвищення промислової і пожежної безпеки АЕС
- Розробка проектів продовження терміну експлуатації енергоблоків АЕС
- Розробка проектів виведення АЕС / енергоблоків АЕС з експлуатації

Теплова енергетика
- Виконання техніко-економічних обґрунтувань спорудження теплових електростанцій (ТЕС)
- Всі види робіт по вибору майданчиків для будівництва ТЕС
- Розробка проектів теплових електростанцій
- Виконання досліджень і підготовка звітів з оцінки впливу ТЕС на навколишнє середовище
- Підготовка проектної документації для будівництва об'єктів теплової енергетики
- Підготовка проектної (робочої) документації для будівництва об'єктів атомної енергетики
- Інженерна підтримка замовника на етапі будівельно-монтажних робіт (інженерний нагляд за ходом будівництва та якістю виконання ключових робіт)
- Розробка проектів з комплексної модернізації і реконструкції теплових електростанцій
- Аналіз і розробка проектних рішень з підвищення промислової і пожежної безпеки ТЕС, зниження впливів на навколишнє середовище

Енергетика з використанням відновлюваних джерел енергії
- Виконання техніко-економічних обґрунтувань спорудження сонячних і вітряних електростанцій
- Обґрунтування вибору майданчиків для будівництва сонячних і вітряних електростанцій
- Розробка проектів сонячних і вітряних електростанцій
- Підготовка звітів по оцінці впливу сонячних і вітряних електростанцій на навколишнє середовище
- Підготовка проектної (робочої) документації для будівництва об'єктів атомної енергетики
- Підтримка замовника на етапі будівельно-монтажних робіт (інженерний нагляд за ходом будівництва та якістю виконання ключових робіт)
- Інженерна підтримка замовника на етапі будівельно-монтажних робіт (інженерний нагляд за ходом будівництва та якістю виконання ключових робіт)

Житлово-цивільне будівництво
- Розробка проектів об'єктів житлово-цивільного призначення (житлові будинки, офісні будівлі, школи, лікарні, спортивні комплекси, церкви, собори, торгові та логістичні центри, виробничі / складські будівлі, мости)
- Підготовка проектно-кошторисної документації для будівництва об'єктів житлово-цивільного призначення
- Підтримка замовника на етапі будівельно-монтажних робіт (інженерний нагляд за ходом будівництва та якістю виконання ключових робіт)
- Аналіз і експертна оцінка стану об'єктів і їх окремих конструкцій

Енергетика з використанням відновлюваних джерел енергії
- Виконання техніко-економічних обґрунтувань спорудження сонячних і вітряних електростанцій
- Обґрунтування вибору майданчиків для будівництва сонячних і вітряних електростанцій
- Розробка проектів сонячних і вітряних електростанцій
- Підготовка звітів по оцінці впливу сонячних і вітряних електростанцій на навколишнє середовище
- Підготовка проектної (робочої) документації для будівництва об'єктів атомної енергетики
- Інженерна підтримка замовника на етапі будівельно-монтажних робіт (інженерний / авторський нагляд за ходом будівництва та якістю виконання ключових робіт)

КІЕП брав участь в проектуванні багатьох атомних і теплових електростанцій у всьому світі. Практично в кожному з цих проектів інститут виступав в якості генерального проектувальника — основної проектної компанії.